# Правдино (Гурьевский район)
Правдино — посёлок в Гурьевском городском округе Калининградской области. До 2014 года входило в состав Храбровского сельского поселения.

## География
Посёлок Правдино располагается на реке под названием Малая Морянка (бассейна Балтийского моря), примерно в 3 км выше (южнее) места её впадения в Куршский залив, в 17 км по прямой к северо-востоку от северо-восточных окраин областного центра, города Калининграда.

## История
Населённый пункт относится к исторической области древней Пруссии именем Самбия.
По итогам Второй Мировой войны передан в состав СССР.
В 1946 году Тимсдорф был переименован в поселок Правдино.

## Население
В 1910 году численность населения Тимсдорфа составляло 177 человек, в 1933 году — 198 человек, в 1939 году — 191 человек.
| 2002 | 2010 |
| ---- | ---- |
| 80   | →80  |